# Барсоју (Валча)
Барсоју (рум. Bârsoiu) насеље је у Румунији у округу Валча у општини Стоилешти. Oпштина се налази на надморској висини од 297 m.

## Становништво
Према подацима из 2002. године у насељу је живело 676 становника, од којих су сви румунске националности.